# Rupert Shrive
 (octobre 2024).
Rupert Shrive (né en 1965 dans le Norfolk) est un artiste britannique.

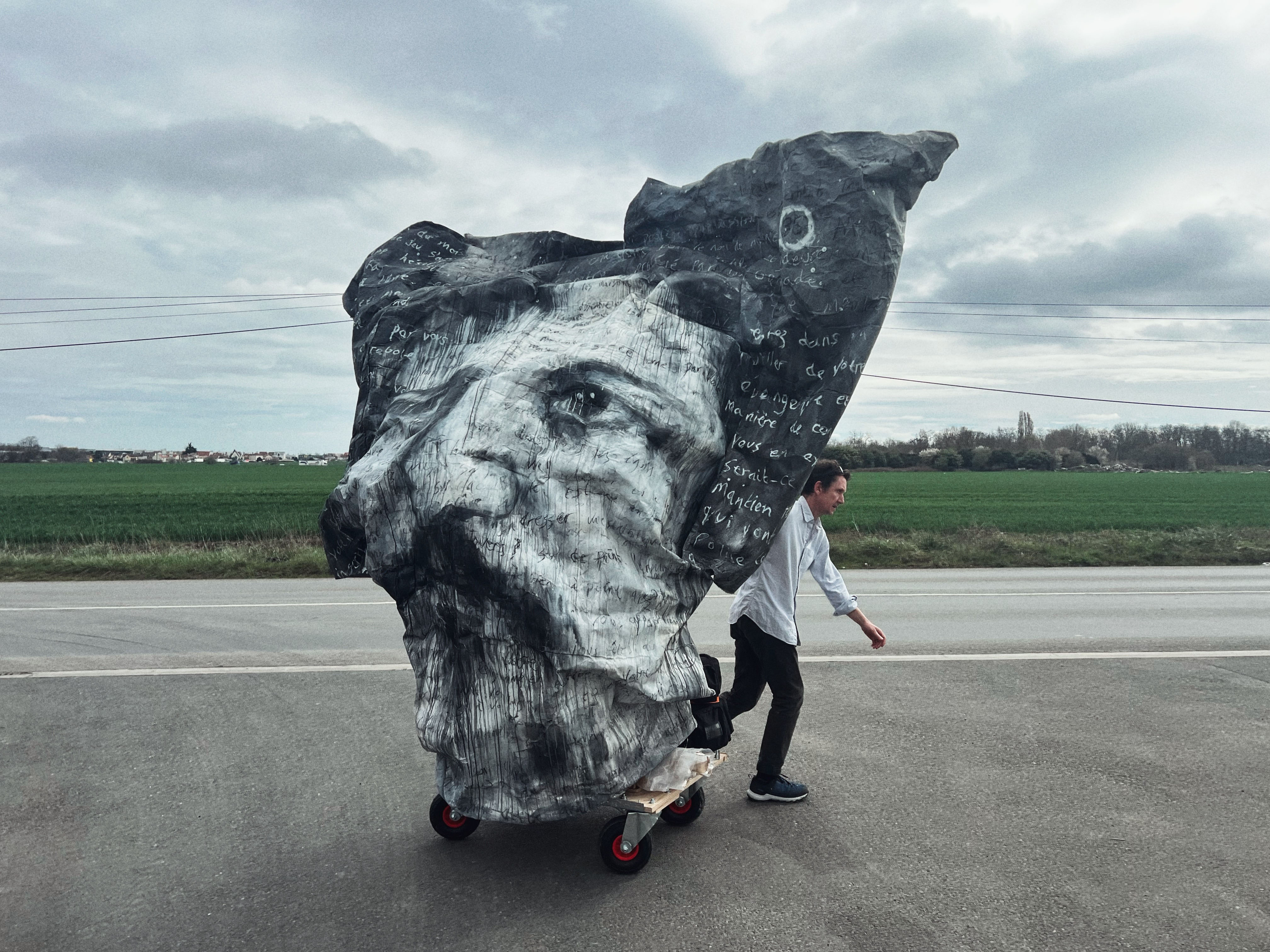
Performance de Rupert Shrive, 2023, poussant à pied sa sculpture de Balzac de 3,5 mètres, 300 km, de la Maison de Balzac, Paris au Musée Balzac, Château de Saché, près de Tours.

Son intérêt pour l'art naît à l'âge de six ans, en copiant Saint George et le Dragon d'Uccello.
Il est formé à la Norwich Art School, la Saint Martin's School of Art et la Slade School of Fine Art.
Il vit de nombreuses années en Espagne et en Italie avant de s'installer à Paris. Ses oeuvres ont été exposées à la Maison de Balzac à Paris. En 2011-2012, une installation au Courtauld Institute s'inspirait du Sommeil de la raison de Goya. Son interprétation monumentale des sept péchés capitaux a été exposée au Grand Palais à Paris en 2011.
En 2022, Rupert Shrive expose La Peau de chagrin à la Maison de Balzac à Paris. Il y « délaisse l'illustration pour relever les thèmes et les images du texte. »